# Amphiprion melanopus
Amphiprion melanopus är en fiskart som beskrevs av Pieter Bleeker 1852. Amphiprion melanopus ingår i släktet Amphiprion och familjen Pomacentridae. Inga underarter finns listade i Catalogue of Life.

## Bildgalleri

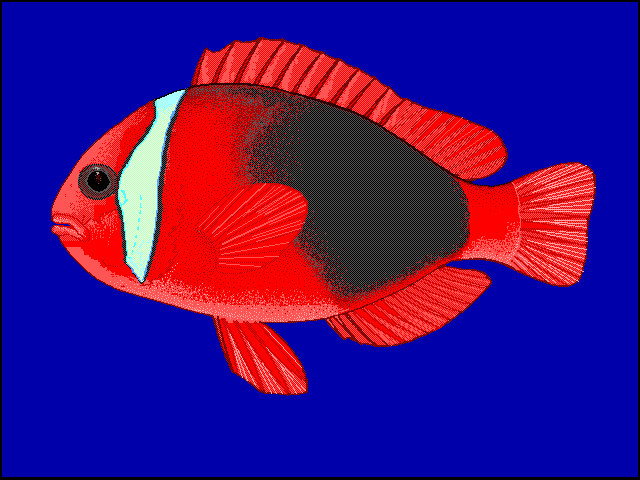
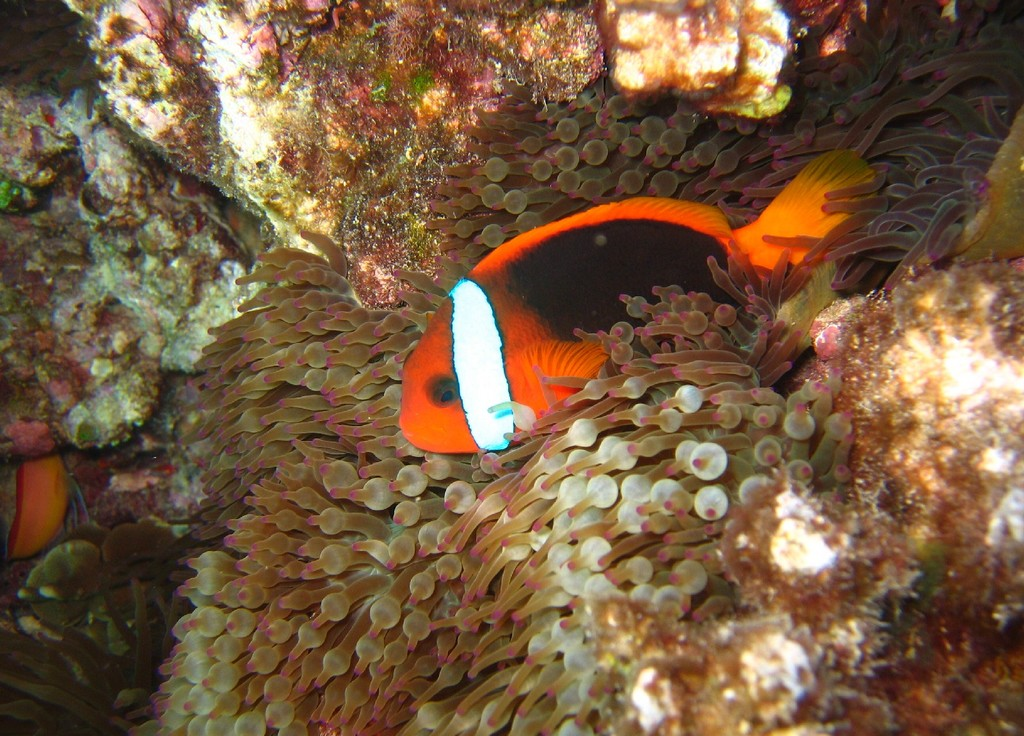
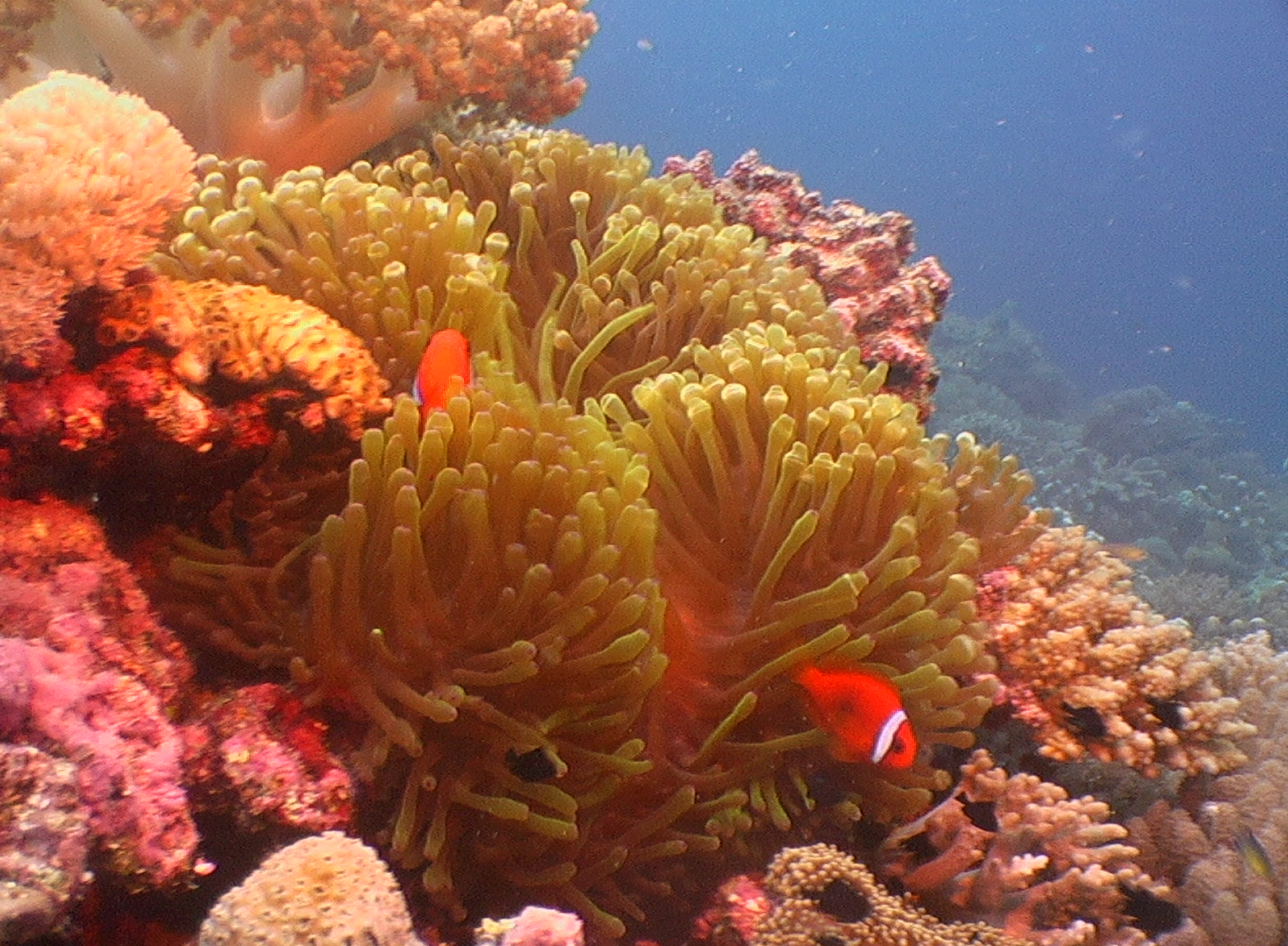
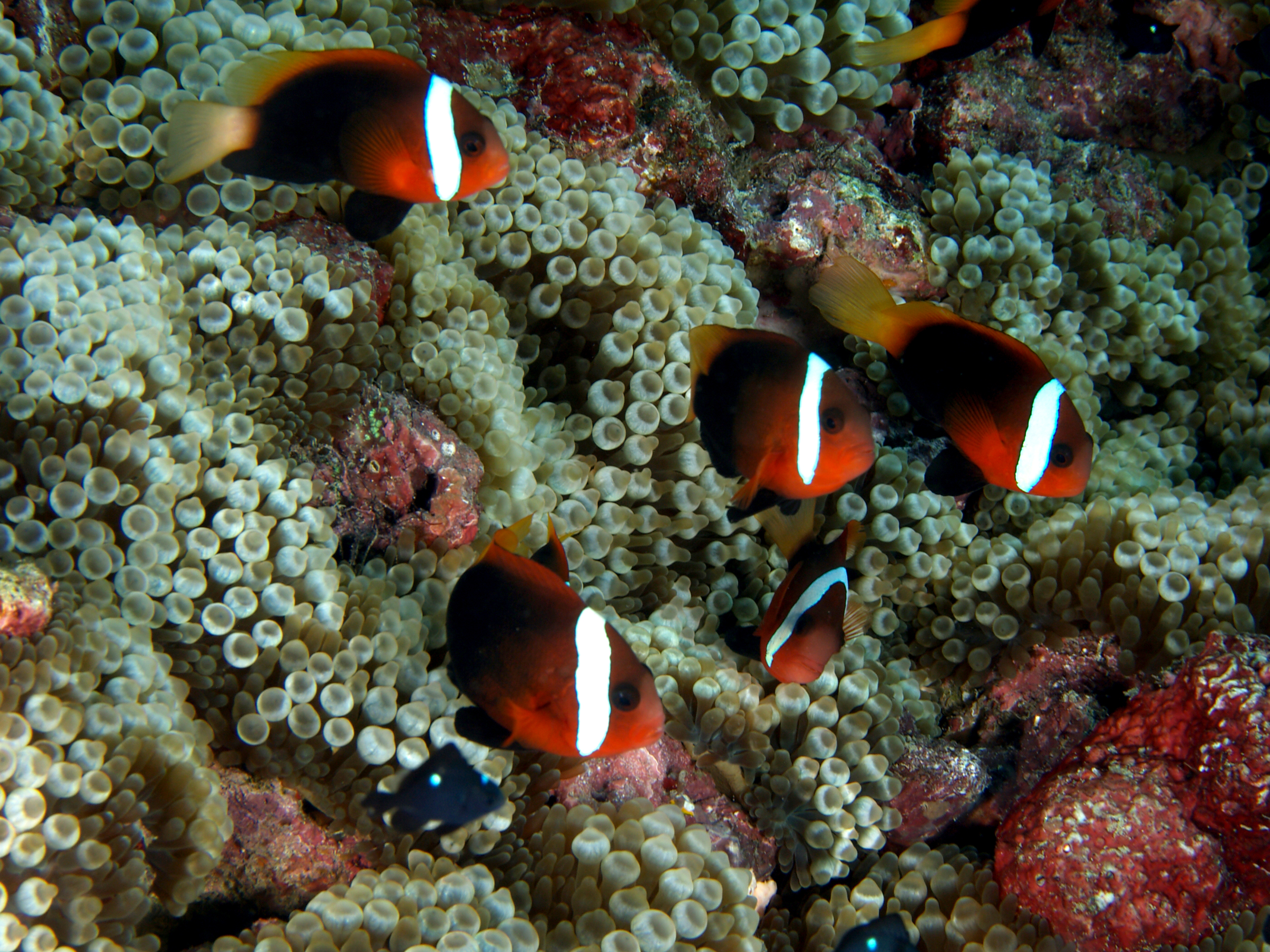
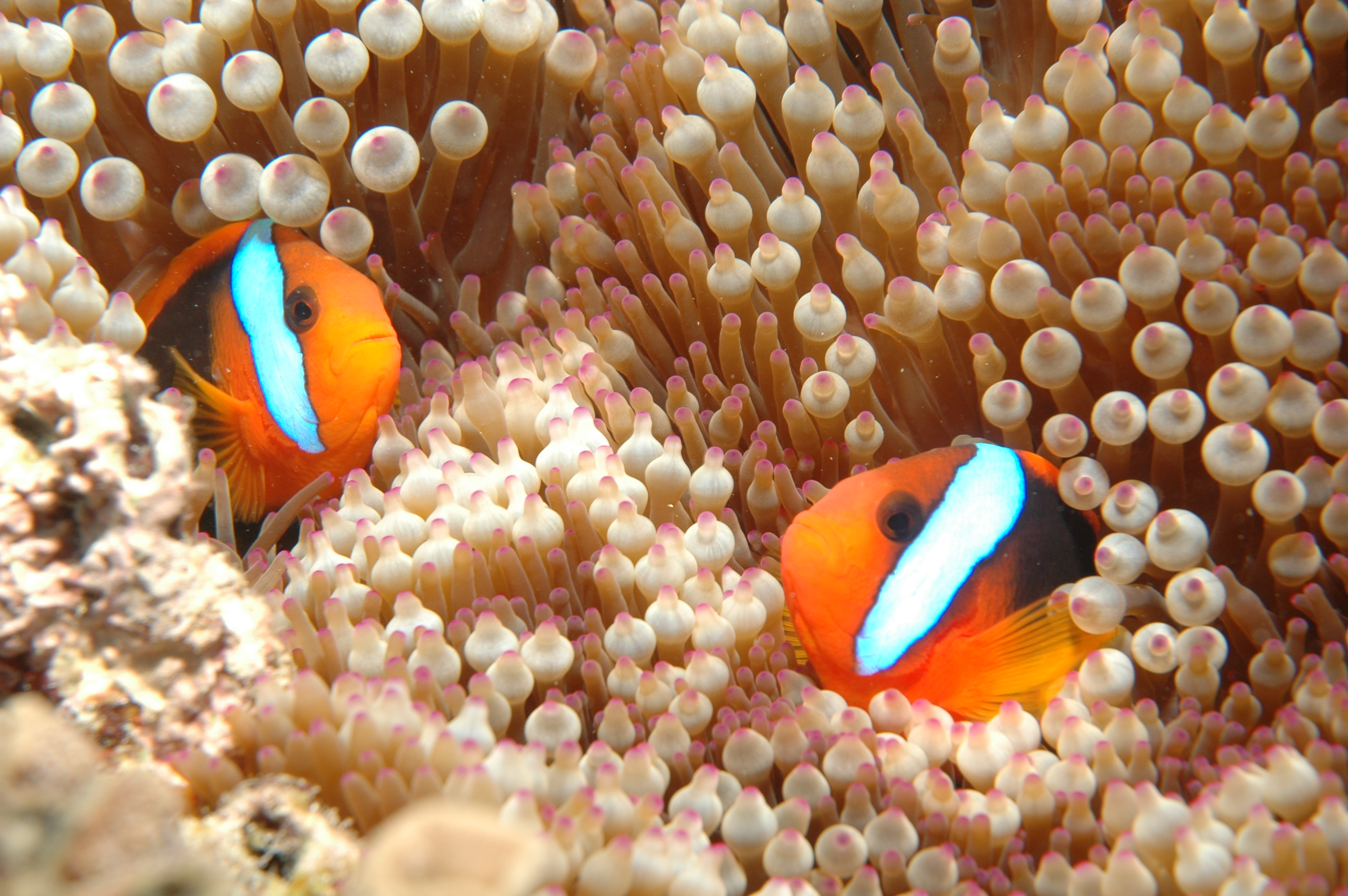
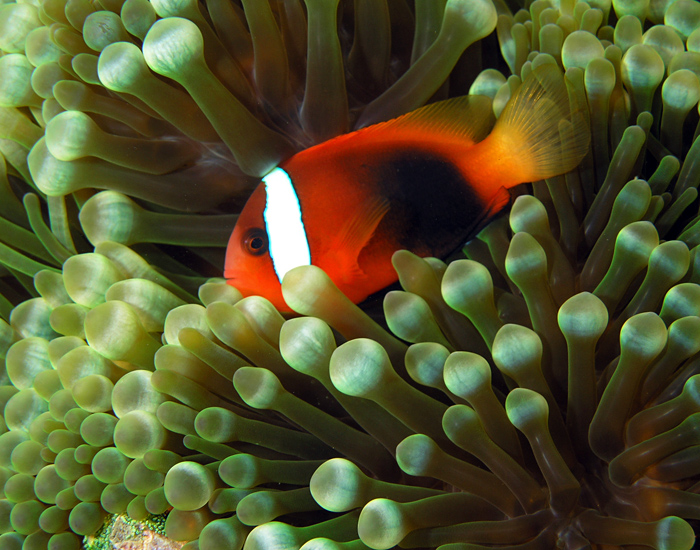